# Провулок Дмитра Лесича
Провулок Дмитра Лесича — короткий провулок (близько 150 м) в історичному центрі Одеси, від Канатної до Маразліївської вулиці.

## Історія
Історично Барятинський провулок був названий на честь місцевого домовласника князя Віктора Барятинського (1823—1904).
З 1938 р. — провулок Штапенко, на честь радянського військового матроса, Петра Штепенка, який загинув на пароплаві «Благоєв» під час транспортування зброї до Іспанії.. У період румунської окупації (1941—1944) відбулось знову перейменування на Барятинський, натомість із поверненням більшовиків радянська назва провулку ненадовго повернулася. Але вже у 1946 р. провулок отримав назву провулок Нахімова, на честь російського адмірала Павла Нахімова.
За часів незалежності України тривалий час зберігалася назва провулок Нахімова. Тільки 20 липня 2023 року провулку було спочатку повернено історичну назву Барятинський провулок, але згодом, 26 липня 2024 року, за розпорядженням очільника Одеської ОВА, провулок перейменовано на провулок Дмитра Лесича, на честь українського військовослужбовець, героя російсько-української війни, Дмитра Лесича.

## Пам'ятки

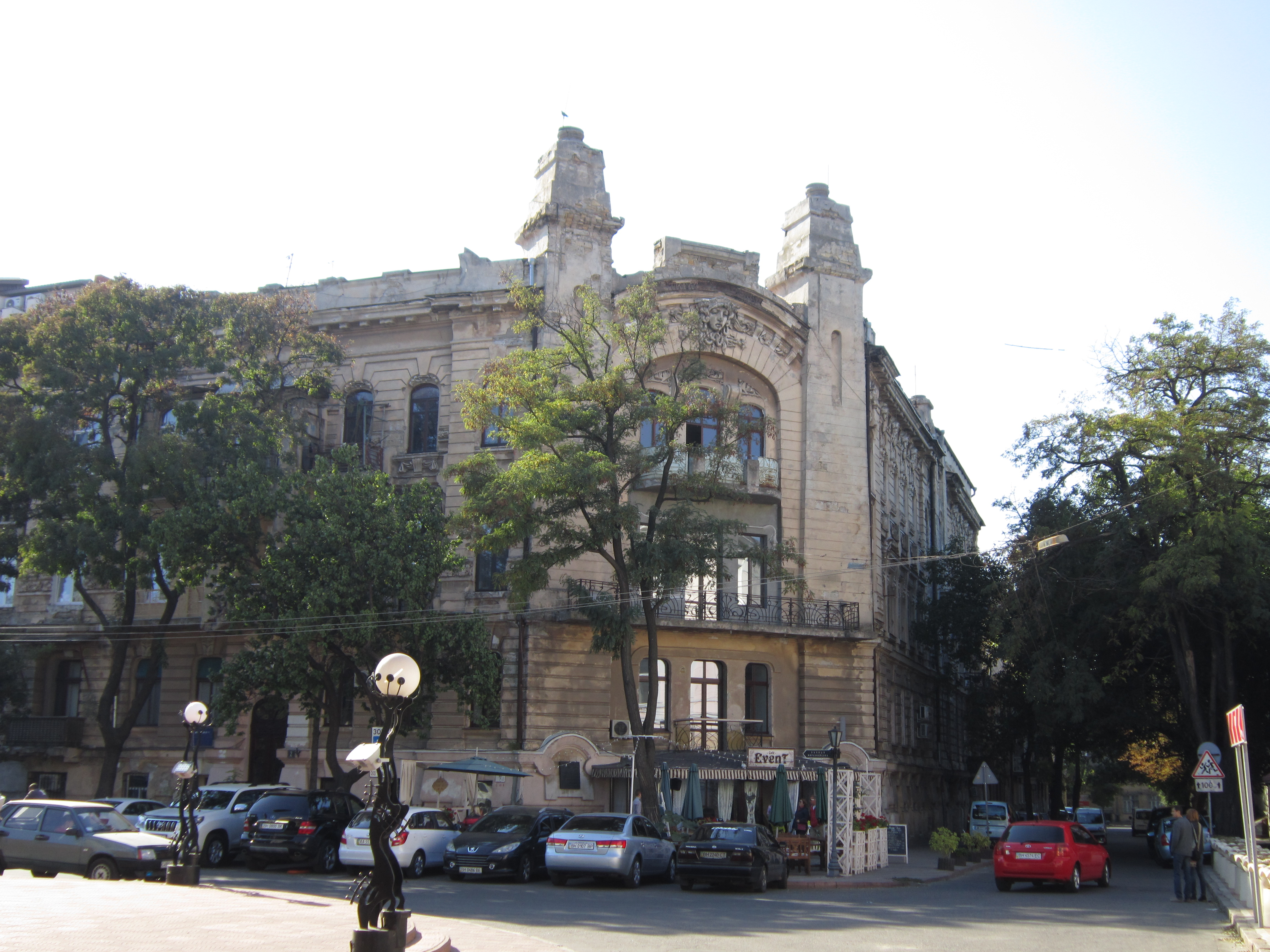
будинок М. Д. Луцького

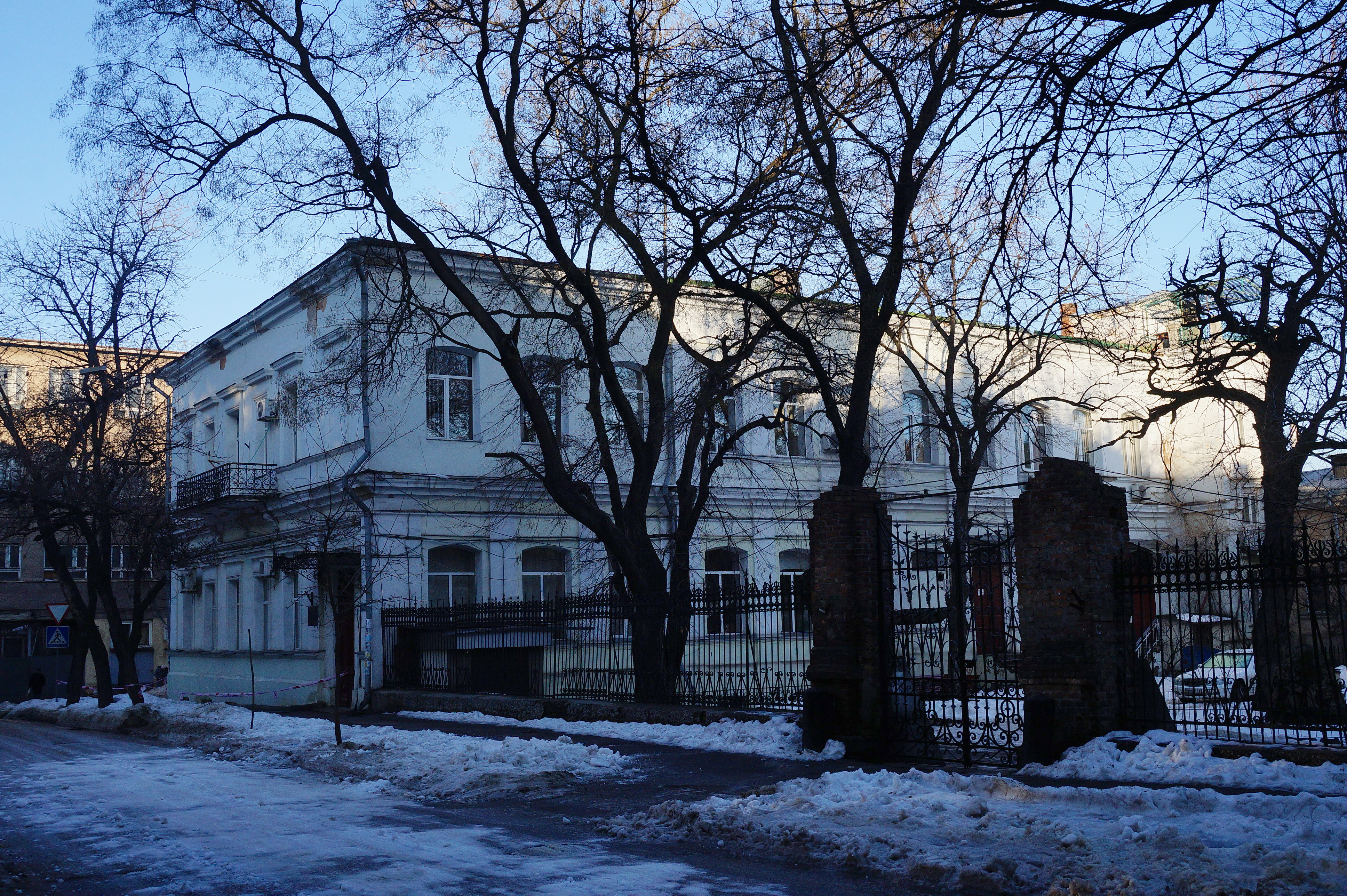
будинок Діалегмено

б. 1 — Прибутковий будинок М. Д. Луцького

б. 8 — будинок Діалегмено

## Відомі мешканці
- б. 1/ Маразліївська, б. 2 — письменник О. І. Купрін (1910—1911, меморіальна дошка)[6]